# Хидориды
Хидориды, или хидоры (лат. Chydoridae)— семейство ракообразных из отряда Cladocera.

## Описание
Мелкие ракообразные жёлто-бурой окраски, длиной тела от 0,2 до 6 мм. Брюшная сторона тела обращена к субстрату. Тело округлое сжато с боков и подразделено на голову туловище и постабдомен. На голове две пары антенн. Первая пара часто называется антеннулами. Голова закрыта головным щитом. Рострум хорошо развит. От туловища отходят 5 или 6 пар ног. Часть туловища несущая ноги называется тораксом. Абдоменом называется неподогнутая часть туловища не несущая ног. Подогнутая вниз и вперёд часть туловища называется постабдоменом. Органами выделения являются максиллярные железы. У самок яичники расположены по бокам кишечника и соединены яйцеводом с выводковой камерой. Выводковая камера расположена на спинной стороне туловища и прикрыта створками.

## Биология
Обитают на дне пресных водоёмов, иногда встречаются в толще воды. Некоторые Chydoridae являются чужеродными видами, многие из которых способны угражать нативным сообществам.

## Классификация
В мировой фауне известно 49 родов и 269 видов. Семейство разделяется на два подсемейства Aloninae и Chydorinae.